# Lafox
Lafox är en kommun i departementet Lot-et-Garonne i regionen Nouvelle-Aquitaine i sydvästra Frankrike. Kommunen ligger i kantonen Puymirol som tillhör arrondissementet Agen. År 2022 hade Lafox 1 079 invånare.

## Befolkningsutveckling
Antalet invånare i kommunen Lafox
| Referens: INSEE |